# Château de Vizille
El dominio departamental de Vizille (en francés: Domaine départemental de Vizille) es un parque de Francia de cien hectáreas en el que se ubica el château de Lesdiguières, que alberga desde 1984 el museo de la Revolución francesa. El château del siglo XVII se encuentra en el municipio de Vizille, en el departamento de Isère y la región de Auvernia-Ródano-Alpes.
Tras la jornada de las Tejas en junio de 1788, en este castillo fue donde se celebró la reunión de los Estados generales del Delfinado que fue uno de los eventos precursores de la Revolución francesa. Fue objeto de una clasificación como monumento histórico por la lista de 1862. La casa y el molino situados cerca del castillo y el muro que encierra todo el conjunto fueron objeto de una inscripción por orden del 3 de octubre de 1989. El patio de honor y el parque fueron también objeto de una clasificación por orden del 23 de agosto de 1991.

## Situación
El domaine de Vizille se encuentra en el departamento francés de Isère, en la comuna de Vizille, aproximadamente en el centro del pueblo, a 16 kilómetros al sureste de Grenoble.

## Historia
La presencia de un château en Vizille se menciona por primera vez en la carta de Cluny (996) en una escritura de donación consentida por Humbert d'Albon, obispo de Grenoble. Este último cedió la mitad a la abadía de Cluny, el castillo así como el burgo y su priorato. Las fortificaciones de la época, probablemente modestas, ocupaban el espolón rocoso alrededor del cual se extendía la ciudad. En el siglo XIII, el castillo de Vizille se convirtió en residencia permanente donde la familia del delfín confirmó su poder regional. En 1456, tras las revueltas fomentadas por su hijo Luis (futuro Luis XI), Carlos VII reunió definitivamente el Delfinado con el dominio real. Es a partir de este momento que el castillo de Vizille tomó el nombre de «Château du Roi» ('castillo del Rey') y dará consecutivamente el nombre de «parc du jardin du roi» ('parque del jardín del rey') a la parte superior del afloramiento rocoso.
En la segunda mitad del siglo XVI, las guerras de religión que agitaron la región convirtieron Vizille un lugar codiciado. Desde 1562, el château fue ocupado por una guarnición católica que rápidamente identificó la importancia estratégica del lugar en ese conflicto. Se convirtió en presa de los atacantes, sufrió muchos asaltos y cayó en manos de los protestantes. El edicto de Amboise (1563) finalmente restauró el lugar para los católicos.

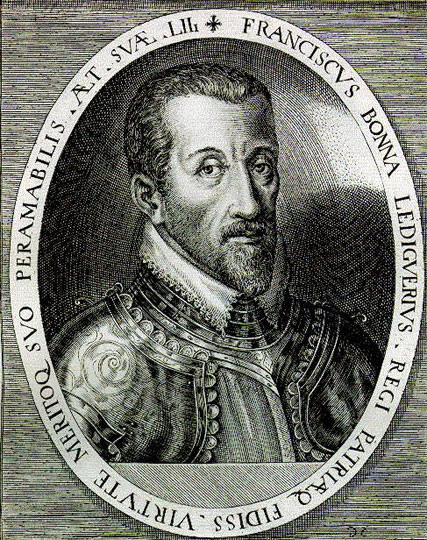
François de Bonne, duque de Lesdiguières.

El château fue acondicionado a principios del siglo XVII por François de Bonne (1543-1626), duque de Lesdiguières, gobernador del Delfinado, compañero de armas de Enrique IV y último condestable de Francia.
El 30 de octubre de 1593, la visita del maestro-albañil reveló que el «Château du Roi y sus muros estaban completamente destruidos y desplomados. Solo quedaron los cimientos y parte de las paredes del vingtain, recinto que conectaba el château con el roquedo. Lesdiguières abordó una importante campaña de obras favorecida por sus adquisiciones en los bordes del dominio real. La construcción del château sobre las ruinas del edificio medieval comenzó bajo la autoridad del arquitecto Pierre La Cuisse, que también construyó el hotel Lesdiguières en Grenoble. Guillaume le Moyne, arquitecto del templo protestante de Grenoble intervino desde 1617 en la construcción de edificios anexos. La construcción probablemente se escalonaría desde 1600 hasta 1619. La configuración sorprendente del castillo se debe en parte a su ubicación sobre las ruinas del edificio medieval en los flancos del cierre rocoso de Vizille. Su posición dominante en las laderas del roquedo, su vocabulario arquitectónico tomado de estilos medievales y renacentistas le da un carácter casi militar al edificio. Lesdiguières era sobre todo un hombre de guerra que gobernaba una provincia expuesta a muchos conflictos. Su sentido militar práctico es evidente en todos los niveles: planificación espacial, arquitectura, explotación de recursos, relaciones políticas y militares, estrategias geopolíticas, conquistas...
La finca se amplió en 1600 y se llevaron a cabo obras importantes, creando un parque a la manera francesa, que incluye un elemento de agua rectilíneo, el canal de 800 m de largo, que se extiende frente al castillo. La explanada del castillo fue decorada con cuatro parterres que separan canales transversales en cruz alrededor de un estanque ovalado con un chorro de agua y una estatua de Hércules. El parque a la muerte de Lesdiguières quedó abandonado.

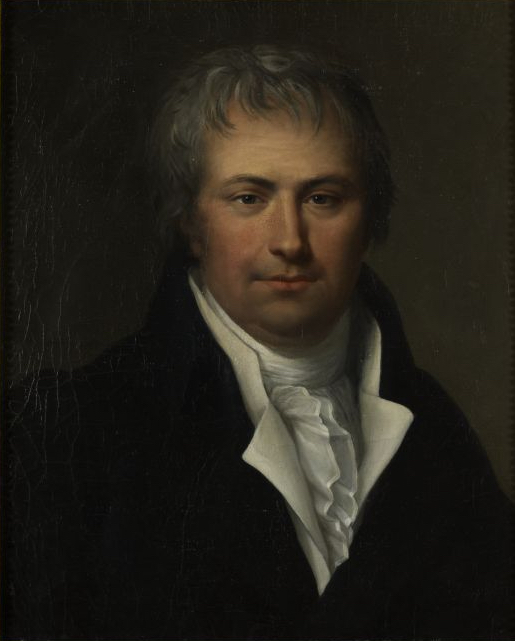
Claude Perier.

A finales del siglo XVIII, un emprendedor burgués de la región, Claude Perier, adquirió el château abandonado a los descendientes de Lesdiguières y estableció allí una fábrica de estampación de tejidos. El 21 de julio de 1788, aceptó recibir en la sala del juego de palma del antiguo castillo la asamblea de las tres órdenes de la provincia (Estados generales del Delfinado), prohibido de reunirse en Grenoble. En 1834, este último reconstruyó el jardín y lo actualizó convirtiéndolo en un jardin inglés.

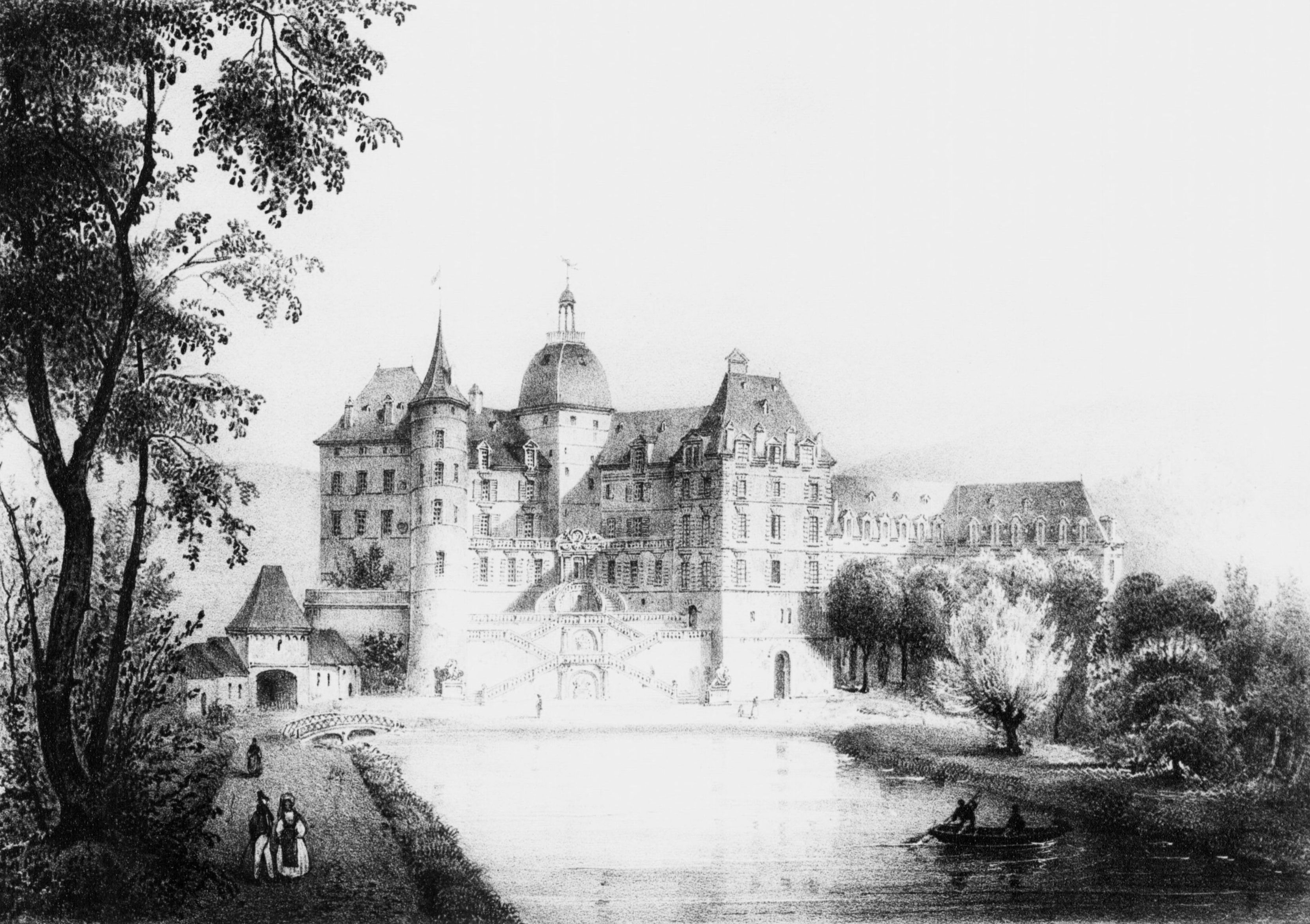
El castillo antes del incendio de 1865.

La propiedad pasó, después de la muerte de Claude Perier en 1801, a su hijo, Augustin Perier, y después, en 1833, al hijo de este último, Adolphe-Joseph-Scipion Perier, consejero bancario del Tribunal de Cuentas, que se casó con una de las nietas del marqués de La Fayette.
El dominio se pone en adjudicación en 1862 después de la muerte de Adolphe Perier. Henry-Frédéric Fontenilliat se convierte entonces en su dueño. Continuó la restauración del castillo, incluidos los de la escalera monumental. El castillo pasa luego a ser propiedad de su hija, Camille Fontenilliat, y de su yerno, Auguste Casimir-Perier. En 1865, cuarenta años después del primer incendio que destruyó solo muebles, estalló un nuevo incendio en el ala este del castillo donde se encuentran la sala del juego de palma y la gran galería de las batallas. Últimos testigos de la asamblea de Vizille de 1788, estas salas son definitivamente demolidas al año siguiente.

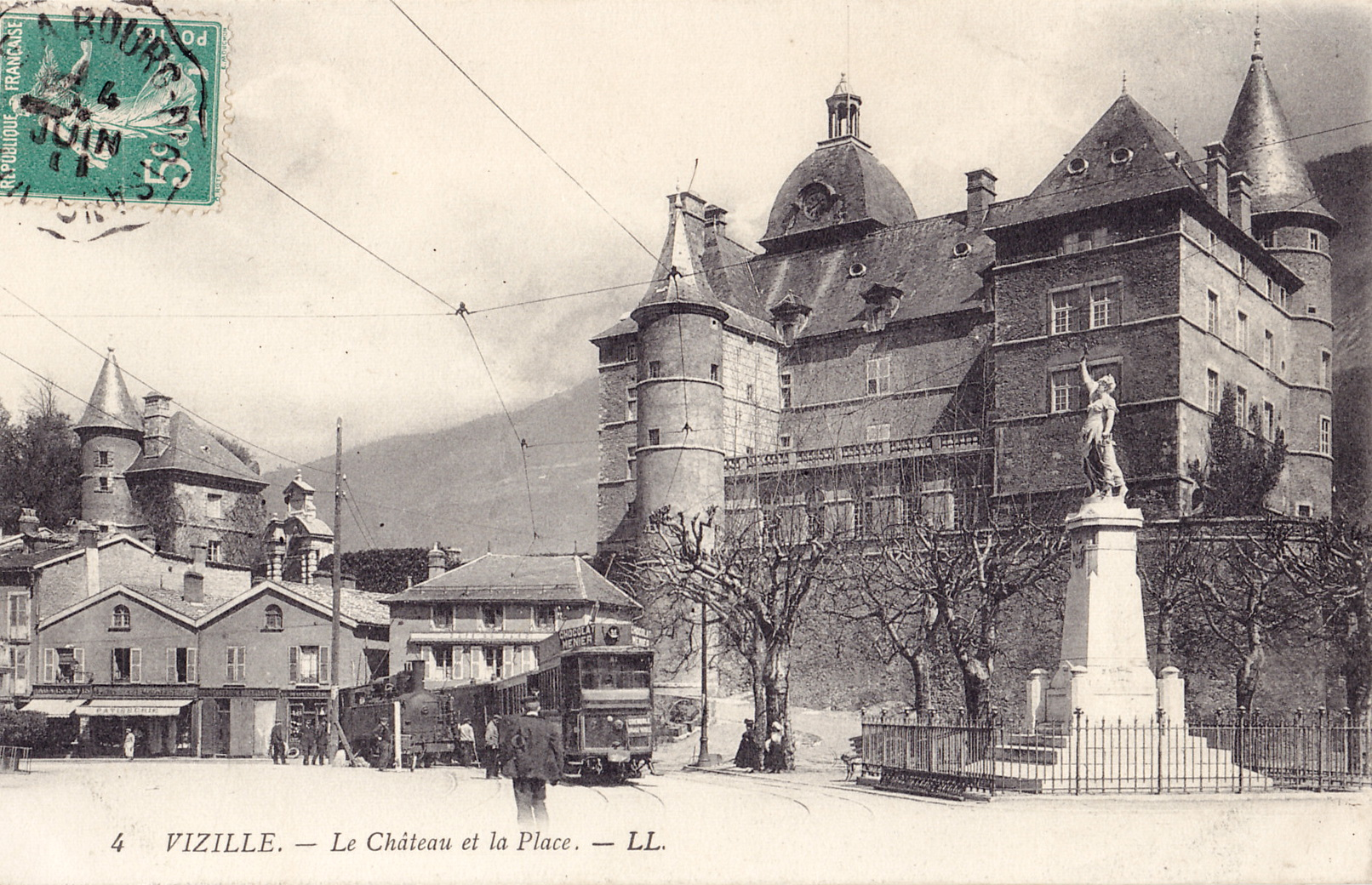
El castillo de Vizille en 1910. En la plaza, un tranvía eléctrico.

Propiedad hasta 1895 de la influyente familia Casimir-Perier, conocida por su compromiso político en el seno de la burguesía liberal, la propiedad pasó a manos privadas antes de ser adquirida por el Estado en 1924, de acuerdo con un voto nacional. Se salvó de la desmembración lo que se había convertido en un importante lugar de la historia y de la tradición republicana, honrado por las visitas de amiliares, de amistades, oficiales o admiradores de La Fayette, Casimir Perier, Adolphe Thiers, Sadi Carnot y Jean Jaurès. Cinco presidentes de la República se alojaron allí de 1925 a 1960: Gaston Doumergue, Albert Lebrun, Vincent Auriol, René Coty, que pasó los veranos de 1954 a 1958, y el general de Gaulle, que hizo una visita en la noche de 6 al 7 de octubre de 1960, marcando así la última visita de un presidente al lugar.
La finca, poco usada en definitiva, se cedió al Consejo departamental de Isère en 1973. En 1983, anticipándose a la celebración del bicentenario de la Revolución francesa, las colecciones del museo de la Revolución francesa se instalaron en las distintas salas del château.
El 13 de enero de 2014, con ocasión de la reagrupación de la antigua Communauté de communes du Sud Grenoblois, que incluía a Vizille, con la metrópoli Grenoble-Alpes Métropole, el castillo de Vizille fue el escenario de la ceremonia de los votos de la nueva estructura intercomunal convertida en una metrópoli francesa el 1 de enero de 2015.

## Descripción

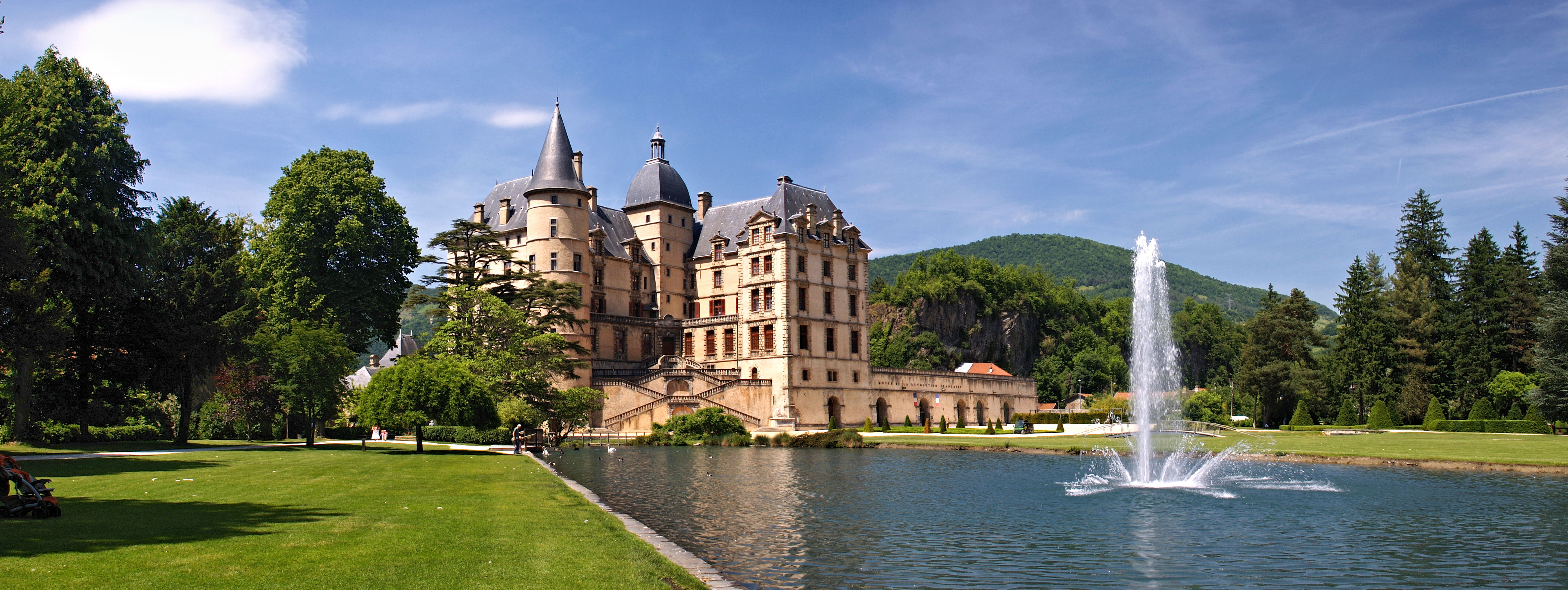
Panorama desde el parque

### Parque y jardines
El sitio del dominio departamental de Vizille es el primer destino turístico del departamento de Isère, con 804 511 visitantes en 2008. Desde 2005, el jardín ha sido etiquetado como «jardín notable de Francia».

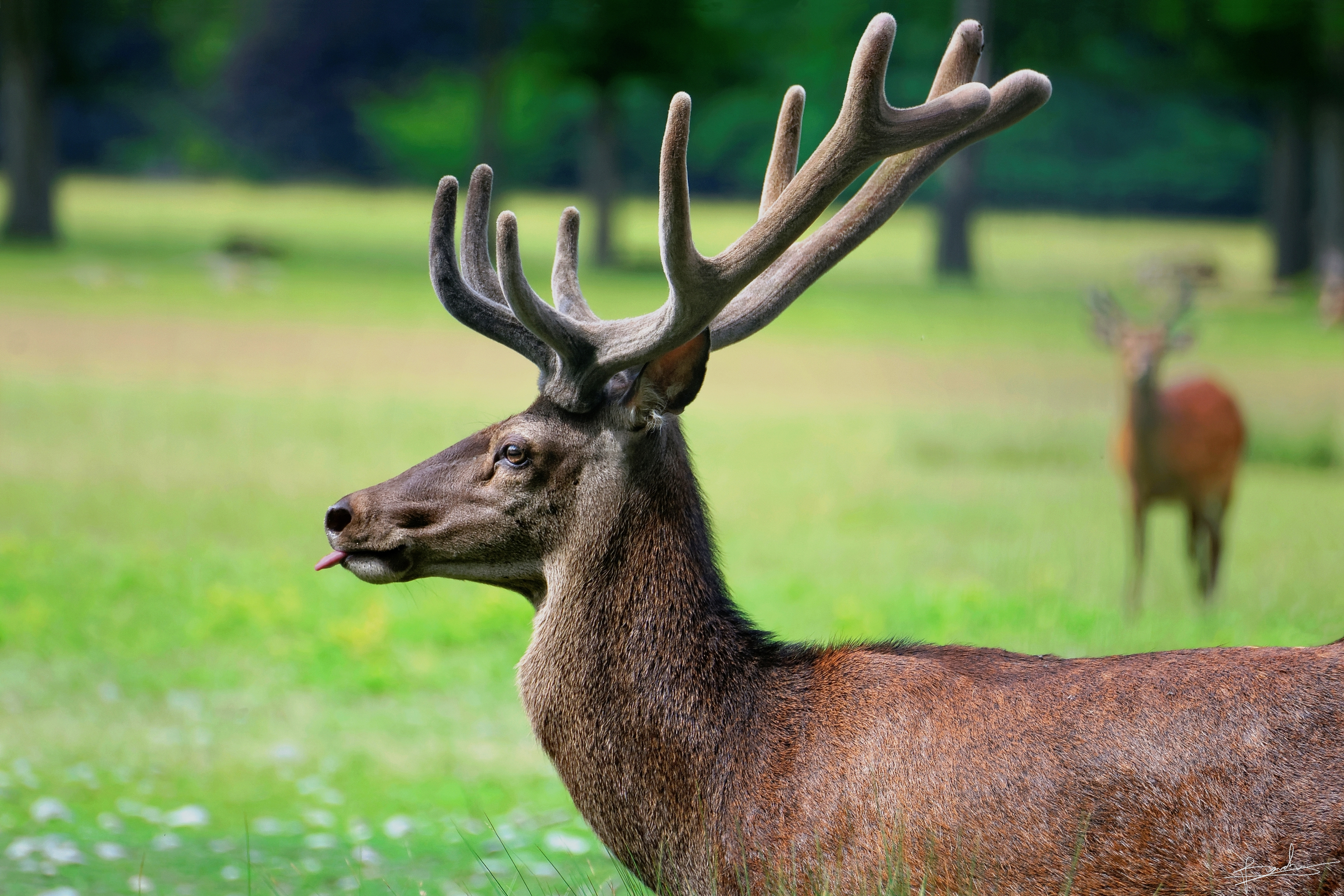
Ciervo en el parque del Dominio de Vizille.

El parque diseñado en el siglo XIX fue clasificado como monumento histórico el 23 de agosto de 1991, clasificación que incluía el muro de cierre y los cierres del jardín, el camino de entrada, el estanque y su escalera. En 1924, después de su adquisición por el Estado, la rosaleda plantada en 1910 por el conde Alberto Garone fue objeto de una reparación. Alberga desde 2008 una copia en bronce de la estatua de Hércules Lesdiguières, cuyo original, encargada en el siglo XVI, se conserva en el museo de Grenoble.
Los diferentes puntos de agua son alimentados por las fuentes que se encuentran en el fondo del parque: las fuentes del Dhuy y de la Reina. El parque contiene varios cientos de variedades de árboles ornamentales, incluyendo una sesentena descritos como raros, como cedro del atlas, cedro del Líbano, liquidambar…
Una de las curiosidades del parque del dominio de Vizille es el parque de animales. Un belvedere domina la impresionante pradera de 60 hectáreas, ocupada por manadas de cérvidos: el ciervo común, el ciervo sika, así como gamo. Cisnes, patos y bernanclas de Canadá pueblan los estanques, al igual que las truchas de Vizille así como enormes carpas. Algunos recintos también permiten acercarse a cabras, ovejas, pollos o tres pavos reales azules, en el fondo del jardín.
Recientemente, los gerentes se enfrentan a una proliferación de palomas fuera de control. Es también de interés la casa de la apicultura.

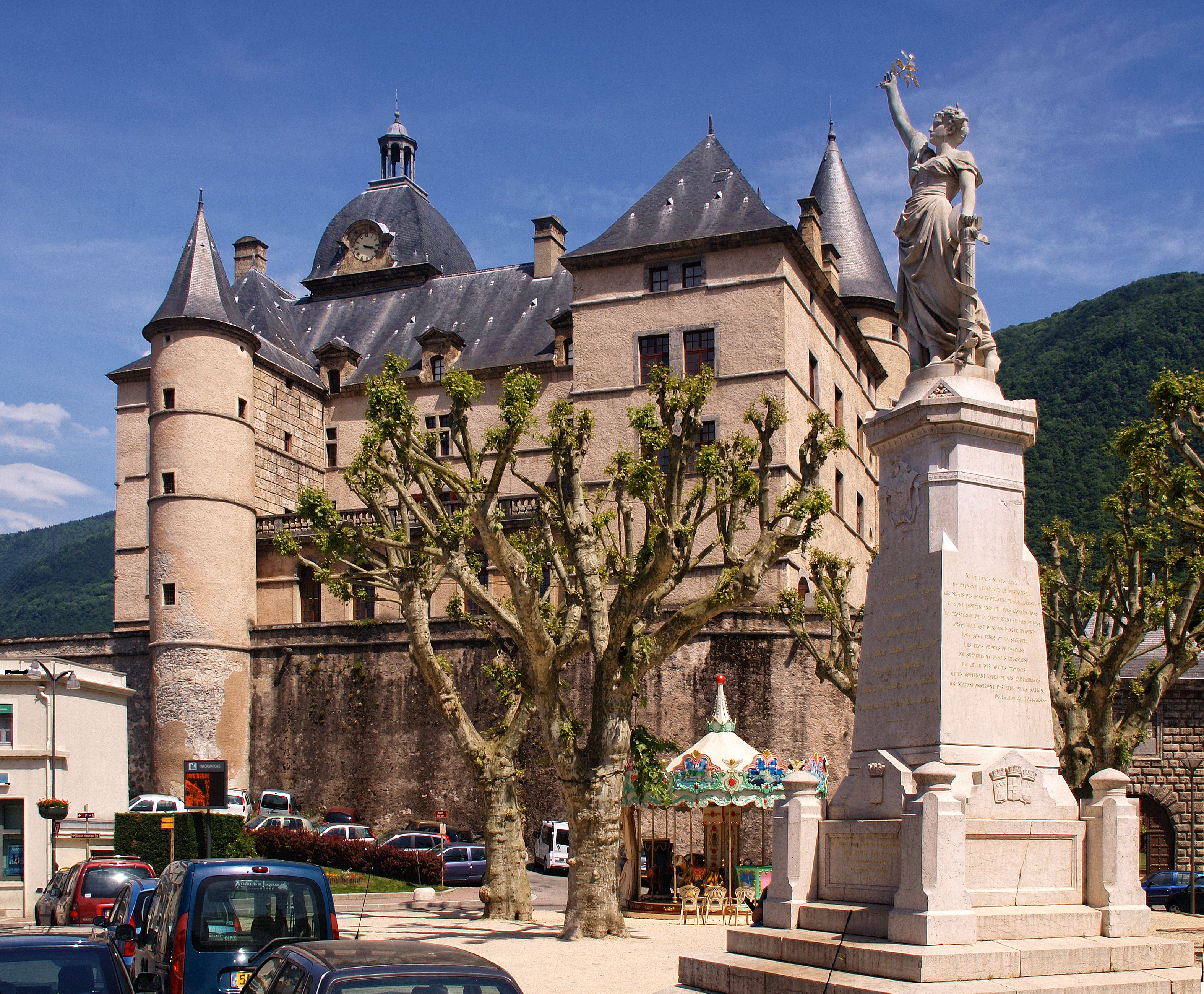
Plaza del château
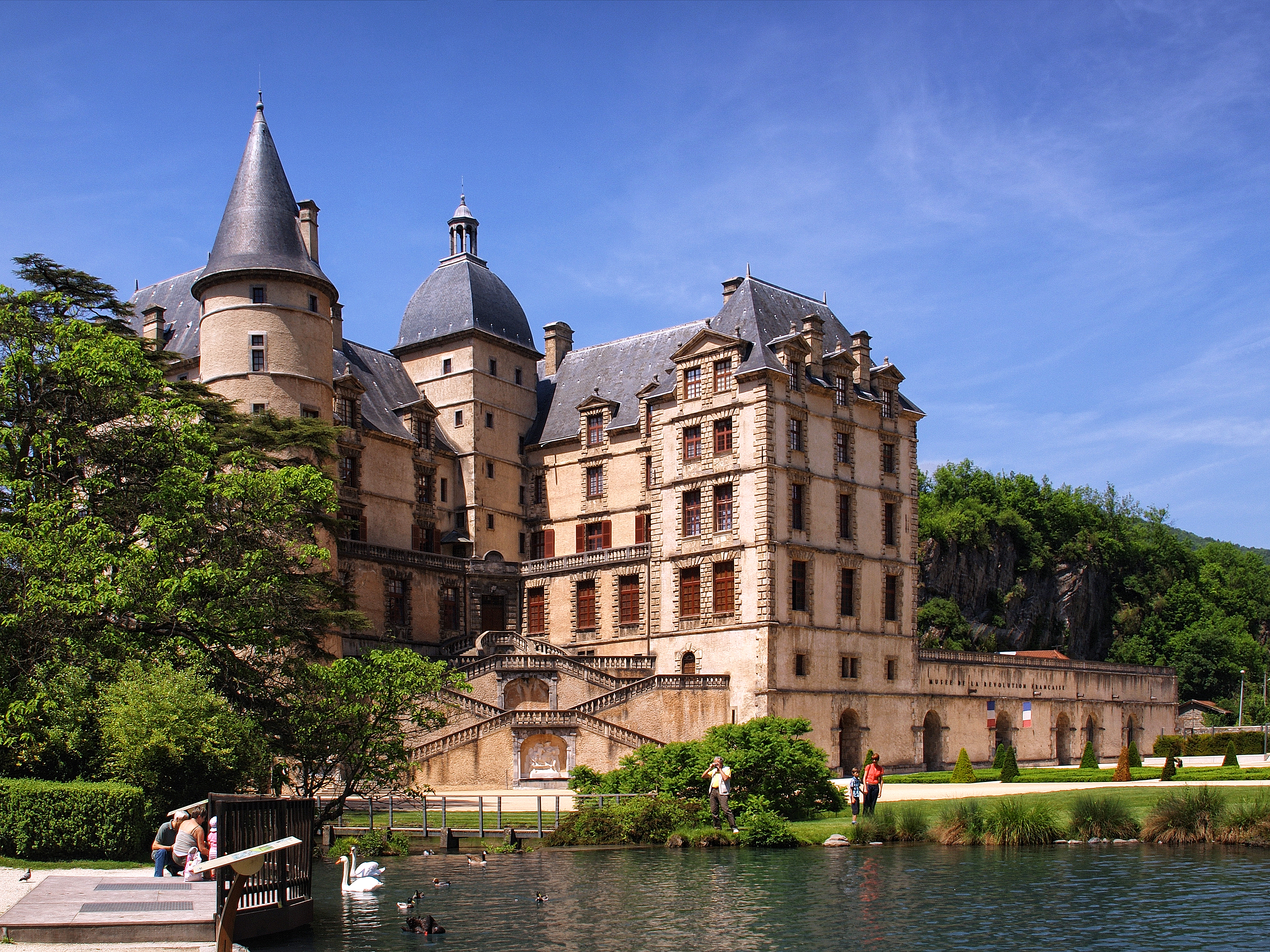
Vista desde el parque
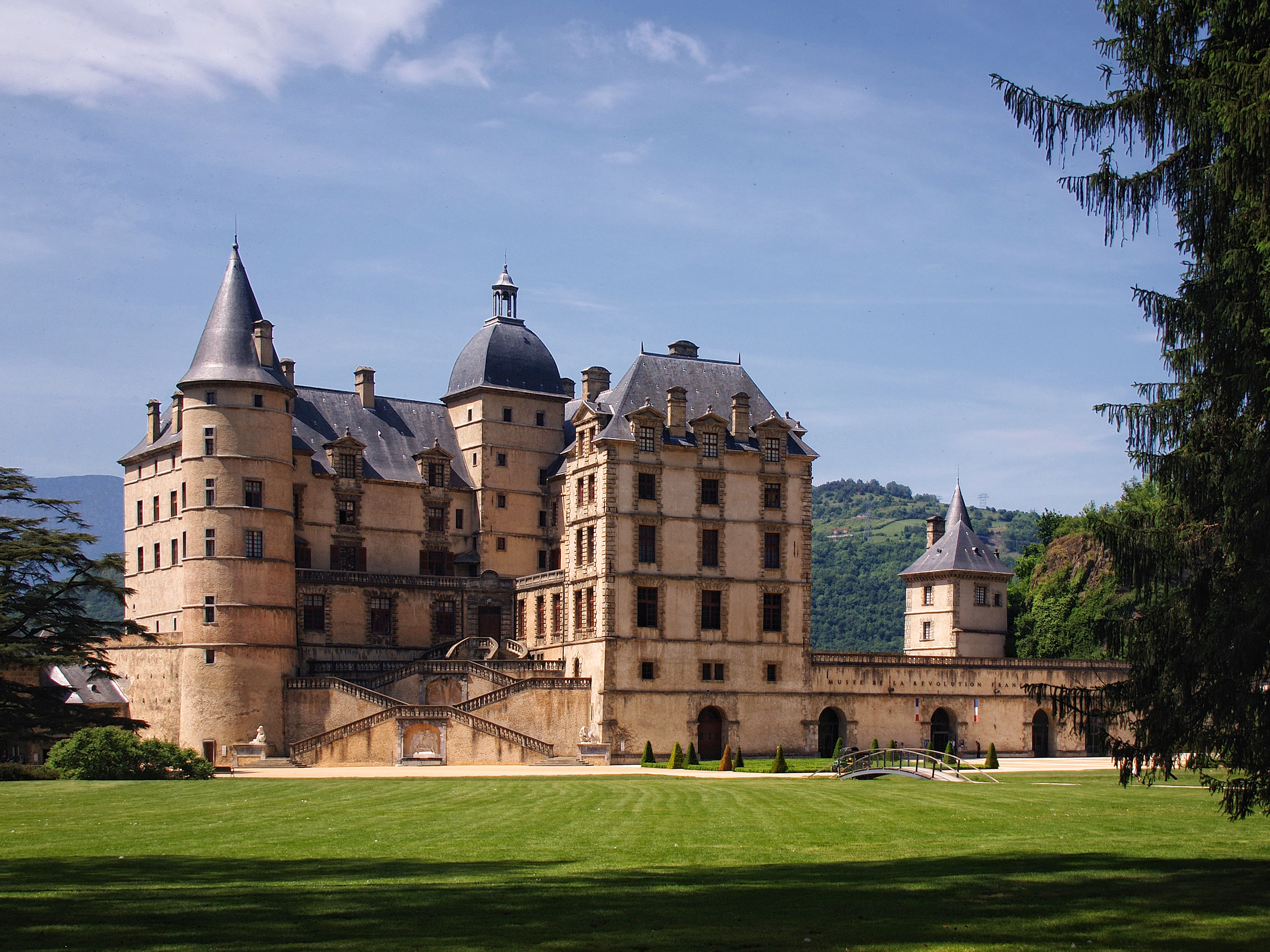
Vista desde el parque
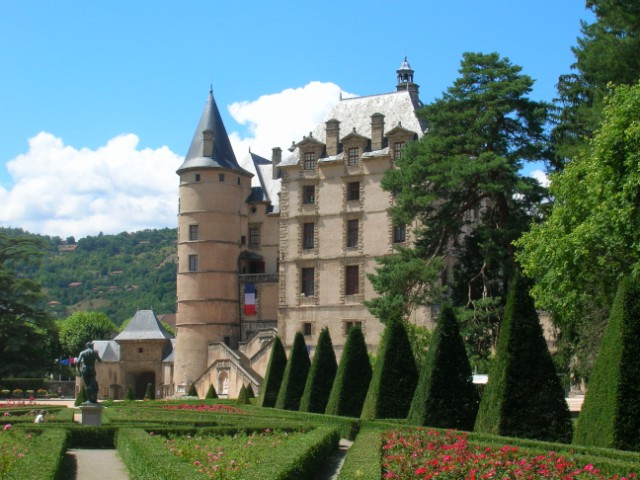
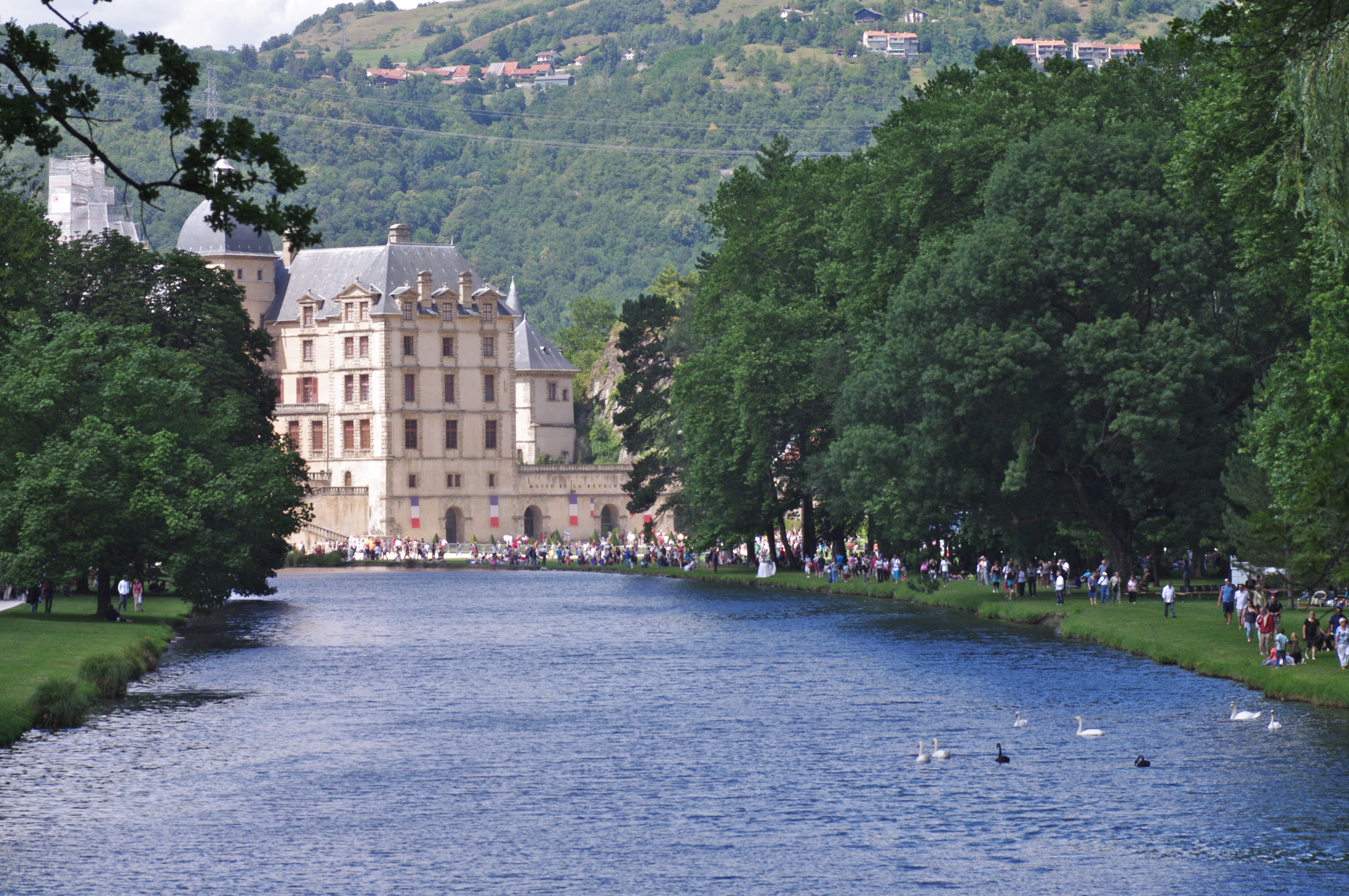
Château Lesdiguières y su parque
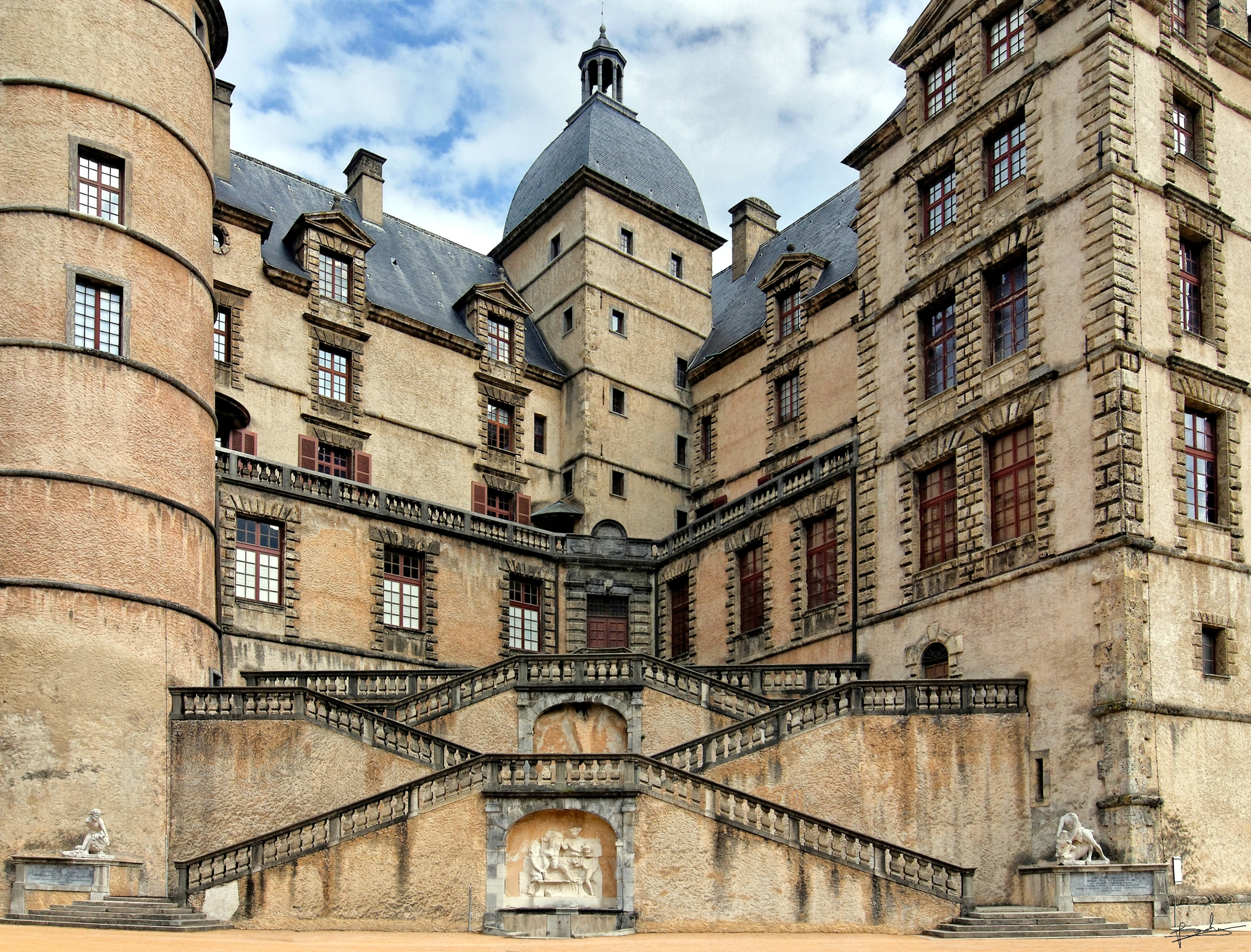
Detalle fachada château Lesdiguières

## Archivos del castillo
Hoy en día, los archivos del castillo y de la familia Perier representan 125 metros lineales de archivos, y se conservan en los Archivos Departamentales del Isère.

## Rodaje de películas
En 1948, el cineasta Jean Cocteau filmó escenas al aire libre en el dominio de Vizille para su película L'Aigle à deux têtes.

## Acceso
Vizille está a 16 kilómetros de Grenoble. El acceso se hace por Le Pont-de-Claix, Brié-et-Angonnes o Uriage-les-Bains. Hay un servicio regular de autobuses Transisère. El estacionamiento del centro de convenciones La Locomotive en la D524 a la entrada de Vizille desde Uriage es gratis.